# Памятный знак «Героям-североморцам. 1941-45 гг.»
Памятный знак «Героям-североморцам. 1941-45 гг.» — памятный знак в Ленинском округе города Мурманска. Расположен недалеко от администрации округа.
Открытие памятного знака в честь героев Краснознамённого Северного флота состоялось в день празднования 30-летия разгрома фашистских войск в Заполярье — 13 октября 1974 года. Автором монумента является архитектор Ф. С. Таксис.
Памятный знак представляет наклонённую вперёд стелу, расположенную на гранитном склоне сопки. Конструкция стелы выполнена из клёпанных металлических листов. На лицевой стороне обелиска закреплён свободно свисающий якорь. Композиция ограждена цепями, которые поддерживаются артиллерийскими снарядами.